# ウビト酸
ウビト酸（英語: uvitic acid）または、5-メチルイソフタル酸（英語: 5-methylisophthalic acid）は、化学式が CH3C6H3(COOH)2 の有機化合物である。この化合物名はラテン語でブドウを意味するuvaに由来する。この酸はブドウに含まれる酒石酸から生成する可能性があるため、このように呼ばれている。通常の条件下では、白色の結晶である。

## 合成
ウビト酸はメシチレンを酸化することで得られる。